# Девушка из Дании
«Девушка из Дании» (англ. The Danish Girl) — американская биографическая романтическая драма режиссёра Тома Хупера, снятая на основе одноимённого романа Дэвида Эберсхоффа, рассказывающего о первой трансгендерной женщине, подвергшейся операции по коррекции пола. Главные роли в фильме исполнили Эдди Редмэйн и Алисия Викандер.
Мировая премьера ленты состоялась 5 сентября 2015 года в конкурсной программе Венецианского кинофестиваля. Фильм вышел в прокат 27 ноября 2015 года. Премьера в России состоялась 28 января 2016 года. За свою роль Викандер была удостоена премии «Оскар» за лучшую женскую роль второго плана.

## Сюжет
В середине 1920-х годов в Копенгагене художница-портретистка Герда Вегенер просит своего мужа, популярного художника-пейзажиста Эйнара Вегенера, подменить женскую модель, которая опаздывает, чтобы позировать для картины, над которой она работает.
Позирование в качестве женской фигуры раскрывает гендерную идентичность Эйнара как женщины, которая называет себя Лили Эльбе. Это запускает изменения, сначала неуверенные, а затем и необратимые, — отказ от личности Эйнара, которую она пыталась поддерживать всю свою жизнь. Это происходит, когда Лили и Герда переезжают в Париж; портреты Лили в её женском состоянии привлекают серьёзное внимание арт-дилеров, в то время как предыдущая портретная живопись Герды не столь сильно интересовала экспертов. Герда выслеживает арт-дилера Ханса Аксгила, друга детства Лили (которого Лили поцеловала, когда они были молоды). Взаимное влечение Ханса и Герды представляет вызов, Герда разбирается в своих изменяющихся отношениях с Лили; но давняя дружба Ганса и любовь к Лили заставляют его поддерживать и Лили, и Герду.
Лили продолжает существовать как мужчина, и с этим становится сложно справляться. Она начинает обращаться за помощью к психологам, но никто не может помочь, и, в одном случае, почти приводит к тому, что она оказывается в психиатрической лечебнице. В конце концов, по рекомендации Ханса, Лили и Герда встречаются с доктором Куртом Варнекросом. Доктор Варнекрос объясняет, что он встречал несколько таких же людей, как она, которые физически мужчины, но идентифицируют себя с женщинами, и предлагает новое, инновационное и противоречивое решение: операция по смене пола. Это повлечёт за собой процедуру, состоящую из двух частей: сначала удаляют наружные половые органы Лили, а затем, после периода выздоровления, делают влагалище. Он предупреждает Лили и Герду, что это очень опасная операция, которую никогда раньше не делали, и Лили будет одной из первых, кто испытает это на себе. Лили сразу соглашается и вскоре после этого отправляется в Германию, чтобы начать операцию.
Лили в итоге умирает от осложнений после операции. Фильм заканчивается сценой, в которой Герда и Ханс находятся на вершине холма в Дании перед пятью деревьями, которые нарисовала Лили. Шарф, который Лили изначально подарила Герде, и который впоследствии передаривали несколько раз, танцует на ветру, и его уносит.

## В ролях
- Эдди Редмэйн — Эйнар Вегенер / Лили Эльбе
- Алисия Викандер — Герда Вегенер
- Маттиас Схунартс — Ханс Аксгил
- Бен Уишоу — Хенрик
- Эмбер Хёрд — Улла Поульсен
- Себастьян Кох — профессор Курт Варнекрос
- Пип Торренс — Йенс Хекслер
- Николас Вудесон — доктор Бусон
- Эмеральд Феннел — Эльза
- Адриан Шиллер — Расмуссен
- Генри Петтигрю — Нильс

## Создание
Съёмки фильма начались в феврале 2015 года и проходили в Лондоне, Брюсселе и Копенгагене.
Прежде чем приступить к съёмкам, Эдди Редмэйн провёл два года, изучая трансгендерное сообщество. «Никогда не знал, что гендер и сексуальность не связаны друг с другом». «Я поразился страшной статистике: 41 % трансгендерных людей кончает жизнь самоубийством». «Элементарно, но факт: путь становления самим собой невероятно осложняется обществом». Для роли Редмэйн похудел на семь килограммов.

## Отзывы
На сайте Rotten Tomatoes фильм имеет рейтинг 66% на основе 243 рецензий, со средней оценкой 6,6 из 10.
На сайте Metacritic фильм получил 66 баллов из 100, на основании 41 рецензии критиков.
Номинация Викандер на «Оскар» как лучшей актрисы второго плана вызвала споры, поскольку ее роль занимает не менее 50 % экранного времени и её следовало бы номинировать в категории «Лучшая женская роль». По мнению некоторых критиков, решение о номинации за роль второго плана было принято намеренно, чтобы повысить шансы актрисы на получение премии.

## Награды и номинации
- 2015 — приз Queer Lion Венецианского кинофестиваля.
- 2015 — премия «Спутник» за лучшую женскую роль второго плана (Алисия Викандер).
- 2015 — номинация на премию британского независимого кино за лучшую женскую роль (Алисия Викандер).
- 2016 — премия «Оскар» за лучшую женскую роль второго плана (Алисия Викандер), а также три номинации: лучшая мужская роль (Эдди Редмэйн), лучшая работа художника (Ив Стюарт, Майкл Стэндиш), лучшая работа художника по костюмам (Пако Дельгадо).
- 2016 — три номинации на премию «Золотой глобус»: лучшая мужская роль — драма (Эдди Редмэйн), лучшая женская роль — драма (Алисия Викандер), лучшая оригинальная музыка (Александр Деспла).
- 2016 — пять номинаций на премию BAFTA: лучший британский фильм, лучшая мужская роль (Эдди Редмэйн), лучшая женская роль (Алисия Викандер), лучшая работа художника по костюмам (Пако Дельгадо), лучший грим и причёски (Джен Сьюэлл).
- 2016 — премия Гильдии киноактёров США за лучшую женскую роль второго плана (Алисия Викандер), а также номинация в категории «лучшая мужская роль» (Эдди Редмэйн).
- 2016 — премия Гильдии художников по костюмам за лучшие костюмы в историческом фильме (Пако Дельгадо).